# Jimmy Dean
Jimmy Dean är även smeknamn för skådespelaren James Dean
För låten, se Jimmy Dean (sång)
Jimmy Ray Dean, född 10 augusti 1928 i Plainview, Texas, död 13 juni 2010 i Varina, Virginia, var en amerikansk countrysångare, gitarrist och pianist.
Det första instrumentet han lärde sig spela var piano. Han började spela in skivor i början av 1950-talet och fick sin första hit, "Bummin' Around", 1953. Han ledde tv-shower som handlade om countrymusik i mitten på decenniet. 1961 slog han igenom hos den breda publiken med låten "Big Bad John" som toppade Billboardlistan och även blev en hit i Europa. Jimmy Dean hade fortsatt framgång på Billboards poplista fram till 1962 och hade sedan nästan enbart framgång på countrylistan. Han hade även viss framgång som skådespelare och spelade bland annat rollen som miljardären Willard Whyte i James Bond-filmen Diamantfeber. Dean avled 2010 i sitt hem i Virginia, USA.

## Diskografi (urval)
Album (Topp 50 på Billboard charts - Top Country Albums)
- 1965 – The First Thing Ev'ry Morning (#1)
- 1966 – Greatest Hits (#22)
- 1966 – Jimmy Dean Is Here! (#10)
- 1968 – A Thing Called Love (#20)
- 1971 – Country Boy and Country Girl (med Dottie West) (#42)
- 1971 – Everybody Knows (#41)
- 1971 – These Hands (#43)

Singlar (Topp 25 på Billboard Hot Country Songs)
- 1952 – "Bumming Around" (#5)
- 1961 – "Big Bad John" (#1)
- 1961 – "Dear Ivan" (#9)
- 1962 – "The Cajun Queen" (#16)
- 1962 – "To a Sleeping Beauty" (#15)
- 1962 – "PT-109" (#3)
- 1962 – "Little Black Book" (#10)
- 1965 – "The First Thing Ev'ry Morning (And the Last Thing Ev'ry Night)" (#1)
- 1966 – "Stand Beside Me" (#10)
- 1967 – "Sweet Misery" (#16)
- 1968 – "A Thing Called Love" (#21)
- 1968 – "A Hammer and Nails" (#22)
- 1976 – "I.O.U" (#9)